# Lingua greca cappadocica
La lingua greca cappadocica,  noto anche come cappadociano (in greco: Καππαδοκικά) è una lingua storicamente parlata nella regione della Cappadocia, nella Turchia centrale, dall'epoca ellenistica fino agli anni '20 del XX secolo.
In questi anni, con lo scambio di popolazione tra Grecia e la neonata Repubblica Turca, i cappadociani furono costretti ad emigrare in Grecia, dove lentamente adottarono il greco moderno come propria lingua, dimenticando la propria. Dal 1960 al 2005, il cappadocico fu ritenuto estinto, fino a quando, nel giugno 2005, Mark Janse e Dimitris Papazachariou individuarono 2800 greci di Cappadocia, oggi residenti in Grecia, ancora in grado di parlare tale lingua.

## Caratteristiche
Una caratteristica comune fra le varianti del dialetto cappadociano è data dal fatto che questo dialetto si è formato dal greco bizantino sotto l'influenza del turco.
L'elemento greco nel dialetto cappadociano risale al greco bizantino, per esempio tír 'porta' dal greco antico e bizantino tíra (θύρα), mentre nel greco moderno pórta (πόρτα), píka o épka 'ho fatto' dal greco bizantino époika (έποικα) mentre nel greco moderno ékana (έκανα). Altri arcaismi bizantini sono l'uso dei pronomi possessivi mó(n), só(n) ecc. e la formazione dell'imperfetto mediante il suffisso -išk- dall'antico suffisso ionico -(e)sk-.
Le influenze turche si verificano a tutti i livelli. Il sistema fonetico cappadociano include le vocali turche ı, ö, ü, e le consonanti turche b, d, g, š, ž, tš, dž (alcune delle quali possono presentarsi come palatalizzazione nelle parole greche).
L'armonia vocale turca si trova in forme come düšündǘzu 'penso', dal verbo turco düşünmek, patišáxıs 're' dal turco padişah. La morfologia del sostantivo è caratterizzata dalla presenza di una declinazione agglutinante generalizzata e dalla perdita progressiva del genere. Per esempio, un articolo formalmente neutro si trova in to néka ("la" donna), genitivo néka-ju, plurale nékes. Un'altra caratteristica turca è la marcatura morfologica della definitività nell'accusativo, cioè líkos 'lupo' (nominativo / accusativo indefinito non marcato) vs. líko 'il lupo' (accusativo definito marcato).
Anche se l'ordine delle parole nel dialetto cappadociano è in principio determinato dall'argomento e dal focus della conversazione, c'è una tendenza verso l'ordine turco soggetto-oggetto-verbo.